# ガヴリロフ＝ヤム
座標: 北緯57度18分 東経39度52分 / 北緯57.300度 東経39.867度

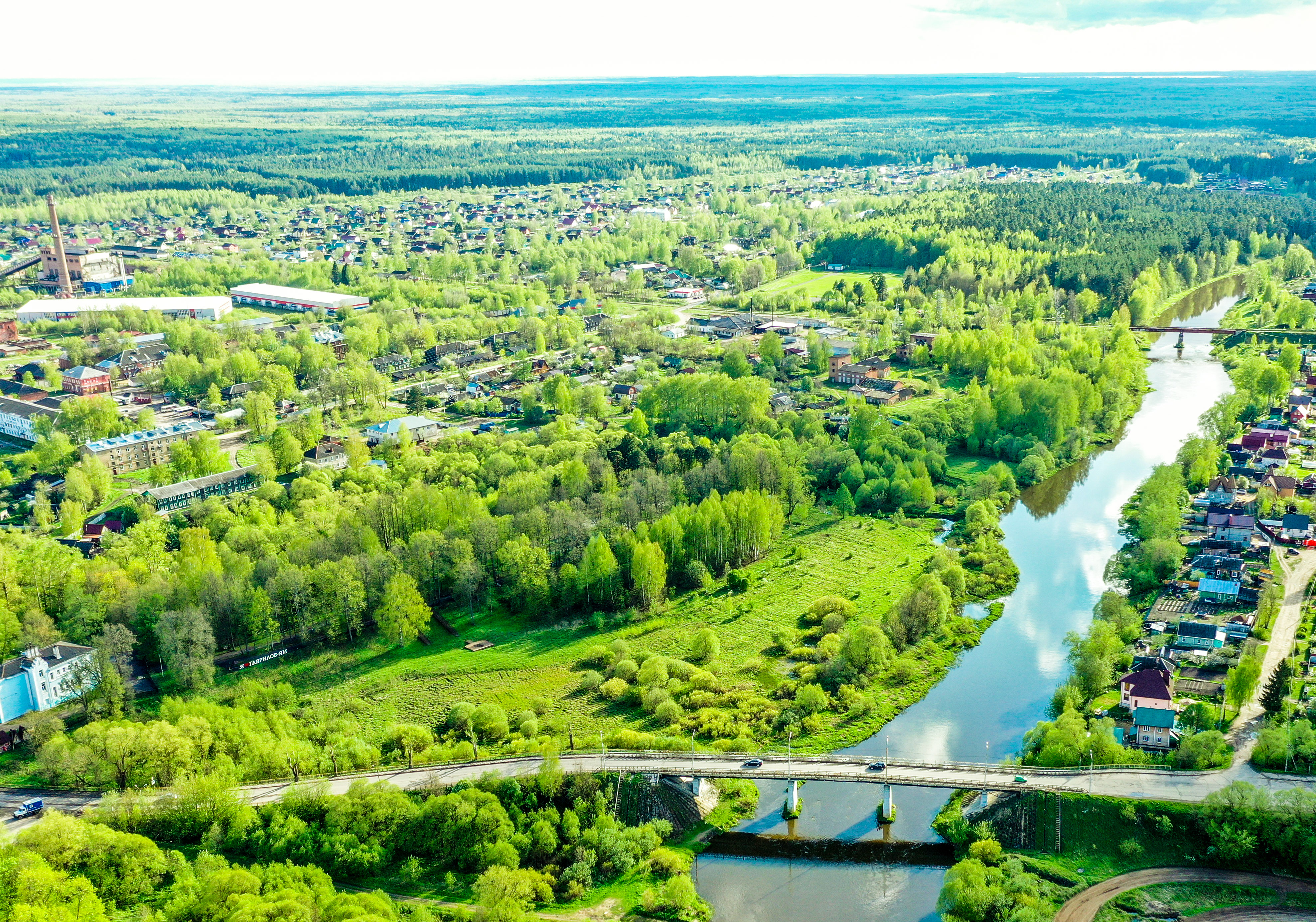

ガヴリロフ＝ヤム市の紋章

ガヴリロフ＝ヤム（ロシア語: Гаври́лов-Ям；Gavrilov-Yam）は、ロシア連邦のヤロスラヴリ州の町。人口は1万6084人（2021年）。州都ヤロスラヴリの45km南、ヴォルガ川の右支流コトロスリ川に沿った町である。

## 歴史
1545年の至聖三者聖セルギイ大修道院による記録には、大修道院の領地の一つとしてガヴリロヴォという集落の名が登場する。村の名はガヴリール（ガブリエル）に由来し、ロストフ・スーズダリ公国の軍駐屯地から7km離れた場所にあった。
1580年の記録ではガヴリロフスキー＝ヤムの名で登場する。ヤムとは、ロシア全土に命令文などを伝えるための駅伝制度の宿駅のことであり（これはモンゴル帝国の駅伝制度のジャムチに由来する）、この場所にヤムが置かれていたことを示す。後にガヴリロフ＝ヤムスカヤ＝スロボダと呼ばれ、さらに18世紀末には現在のガヴリロフ＝ヤムとなる。1870年代に繊維工場が建ってから、一村落だったガヴリロフ・ヤムは工業の町としての発展を始め、1922年8月5日に都市型集落（町）になり、1938年12月26日に市へ昇格した。

## 交通と産業
ガヴリロフ＝ヤムには、鉄道支線の終着駅があり、モスクワとヤロスラヴリを結ぶ鉄道幹線からの分岐点までは20kmほどである。主な産業には19世紀後半に成立したリンネル工場のほか、建材、食品、機械などの産業がある。特に、1968年に創立したAGAT社の工場は航空機エンジンなどの組み立てを行っている。